# 满洲国民生部
满洲国民生部是滿洲國的行政機關，長官稱為「總長」。
满洲国民生部大楼建于1936年前，位于长春市朝阳区人民大街3623号，由满洲国总务厅需用处设计，是所谓“八大部”之一。
该建筑现由吉林省石油化工设计研究院使用，至今基本保存完好。2013年3月，满洲国治安部作为“伪满皇宫及日伪军政机构旧址”的一部分，被定为全国重点文物保护单位。
民生部大臣金铭世